# Ekaterina Koroleva
Ekaterina Koroleva también conocida como Katja Koroleva (Seattle, Estados Unidos - 30 de noviembre de 1987) es una árbitra de fútbol estadounidense internacional desde 2014.

## Carrera

### Participaciones
Ha participado en los siguientes torneos de selecciones nacionales:
- Copa SheBelieves
- Juegos Panamericanos de 2015
- Copa Mundial Femenina de Fútbol Sub-17 de 2016
- Copa Mundial Femenina de Fútbol Sub-17 de 2018
- Copa Mundial Femenina de Fútbol de 2019
- Campeonato Femenino Sub-20 de la Concacaf de 2022
- Campeonato Femenino de la Concacaf de 2022
- Torneo Maurice Revello de 2022
- Copa Mundial Femenina de Fútbol de 2023